# Задов Левко Миколайович
Лев Задов, більш відомий як Льова Задов, пізніше змінив ім'я на Лев Миколайович Зіньковський (11 квітня 1893, Юзівка — 25 вересня 1938, Київ) — анархіст, начальник розвідки армії Нестора Махна, пізніше — працівник радянських спецорганів. Образ Льови Задова знайшов відображення у декількох радянських кінофільмах і романах.

## Біографія

### Ранні роки життя
Льова Задов народився 11 квітня 1893 року в єврейській колонії Весела під Юзівкою (сучасний Донецьк). Батько Льови Юдель мав дві десятини землі, в сім'ї було четверо синів і шість дочок. У 1900 р. сім'я Задових переїхала до Юзівки, де Льова у 16 років почав працювати вантажником на млині. У 18 років він став робітником у доменному цеху. Там пізніше познайомився з анархістами і разом з ними здійснив декілька пограбувань, зокрема поштової контори і залізничної каси. У 1913 р. майже всі члени анархістської групи грабіжників були затримані — за політичну діяльність та грабежі Задова засудили до 8 років каторги. Завдяки Лютневій революції 1917 р. вийшов, відсидівши у в'язницях Катеринослава і Луганська лише три з половиною роки.

### Революційна діяльність
У Юзівці Задова обрали старостою цехового комітету, а пізніше членом ради робітничих депутатів. У тому 1917 р. Льова Задов очолив збройний загін, який продовжив грабежі «експлуататорів». Займаючись «експропріаціями», він також воював проти козаків Білої армії. Після жовтневого перевороту загін Задова приєднався до більшовиків. У лютому 1918 р. Задов виступив проти окупаційних німецьких військ та військ УНР, однак зазнав поразки і мусив відступити з України. Під Царицином спільно з більшовиками воював проти отамана Краснова, проте незабаром, у кінці 1918 р., утік від них до Нестора Махна в Гуляйполе.
У армії батька Махна Задов став помічником командира полку й одночасно допомагав вербувати бійців серед селян. Також Льова відповідав за підготовку листівок і випуск махновської газети «Дорога до свободи». У березні 1919 р. у складі загонів анархістів знову проводив «експропріації» грошей та цінностей у Маріуполі, Бердянську та інших містах. Тим часом стосунки Махна з більшовиками різко погіршилися, махновців проголосили ворогами революції і за наказом Троцького навіть знищили декілька командирів. Улітку 1919 р. Льова із військами Махна, який створив «Повстанську армію України», пройшли маршем від Умані до Маріуполя — кількість їхніх прихильників сягнула 50 000 чоловік.
Восени 1919 р. Льова Задов став членом штабу, начальником контррозвідки першої донецької бригади та заступником начальника махновської контррозвідки Льови Голика. На цій посаді Задов добився неабияких результатів: викрив змову командира Полонського, віддавав десятки наказів про страту білогвардійських офіцерів. У травні 1920-го його призначили членом «Комісії з антимахновської діяльності», де він займався вишукуванням ворогів режиму Махна. У жовтні 1920 р., коли стосунки Махна з більшовиками знову покращилися, його призначили комендантом корпусу армії та направили в Крим на боротьбу проти генерала Врангеля. У грудні 1920 р. Задов став особистим ад'ютантом Махна й у березні 1921 року навіть двічі його рятував. Із закінченням військових дій в Україні більшовики знову виступили проти Махна й швидко розгромили залишки «Повстанської армії України».

### Чекіст
Залишки махновських військ і сам Нестор Іванович у серпні 1921 р. втекли до Румунії. Разом зі своїм братом Даньком Льова Задов створив у Бухаресті «Закордонний центр махновськой армії». Там вони також намагалися налагодити контакти з різними силами в Україні та Румунії, але коли Махно залишив їх, вирішили повернутися та здатися радянській владі. На слідстві брати стверджували, що розчарувалися в махновському русі і змінили своє ставлення до радянської влади. Оскільки Льова мав досвід роботи в розвідці і добре знав стан речей у Румунії, його разом з братом завербували до ЧК-ОДПУ. Змінивши своє прізвище на Зіньковський, Льова наприкінці 1924 р. почав працювати в Одеській області — займався боротьбою з контрабандою, пізніше став співробітником іноземного відділу ОДПУ по Одеській області. На цій посаді він займався формуванням у Румунії розвідувальних мереж, використовуючи колишніх махновців. За досягнення у своїй роботі Задова чотири рази нагороджували почесною зброєю та грошовими преміями.
Обидва брати Задови були репресовані під час Великого терору 30-х років. Їх, зокрема, звинувачували в намірі допомогти колишнім махновцям легалізуватися в УРСР, у тому, що вони нібито підтримували антирадянське підпілля і заснували махновський центр в Одесі для зв'язку з Францією та Румунією. Як з'ясувало слідство, брати Задови справді скоїли велику кількість службових злочинів, займалися контрабандою. У 1938 р. Льову Задова і його брата арештували й розстріляли 25 вересня того ж року. Разом з ними також було репресовано ще близько 90 осіб за такими ж звинуваченнями.
Під час перебудови в січні 1990 року Л. Задов був реабілітований.